# Schmiechen
Schmiechen – miejscowość i gmina w Niemczech, w kraju związkowym Bawaria, w rejencji Szwabia, w regionie Augsburg, w powiecie Aichach-Friedberg, wchodzi w skład wspólnoty administracyjnej Mering. Leży około 30 km na południowy zachód od Aichach.

## Polityka
Wójtem gminy jest Ludwig Hainzinger z WV Schmiechen-Unterbergen, rada gminy składa się z 12 osób.
|      | CSU | SPD | FW Schmiechen/Unterbergen | WV Schmiechen-Unterbergen | Razem |
| 2008 | -   | 9   | 3                         | 12                        |       |
| 2002 | 2   | 5   | 5                         | 12                        |       |